# Haselbach (bij Altenburg)
Haselbach is een gemeente in de Duitse deelstaat Thüringen, en maakt deel uit van de Landkreis Altenburger Land.
Haselbach telt 805 inwoners.